# Auxa dorsata
Auxa dorsata är en skalbaggsart som först beskrevs av Leon Fairmaire 1902.  Auxa dorsata ingår i släktet Auxa och familjen långhorningar.
Artens utbredningsområde är Madagaskar. Inga underarter finns listade.